# Салтыкова, Наталья Владимировна
Графиня Ната́лья Влади́мировна Салтыко́ва, урождённая княжна Долгору́кова 1 (12) мая 1736 — 30 сентября (12 октября) 1812) — супруга графа Николая Ивановича Салтыкова, статс-дама, кавалерственная дама.

## Биография
Родилась в 1736 году в семье рижского губернатора князя Владимира Петровича Долгорукова и княжны Елены Васильевны Хилковой. В 1762 году вышла замуж за графа Николая Ивановича Салтыкова.
С молодости отличалась красотой, но была болезненной и слабой. По словам Карабанова «была умна, лукава и скупа» и мало показывалась в отечестве. Знала много старинных народных примет, которых суеверно придерживалась и пользовалась ими как могла, чтобы избежать скучных светских обязанностей.
В отличие от своего мужа, Наталья Владимировна не пользовалась расположением членов императорской семьи. Великий князь Павел Петрович, при дворе которого состоял граф Салтыков, не был расположен к ней, да и Екатерина II не баловала её своим вниманием. При дворе великого князя Александра Павловича её тоже не любили. Она тщательно избегала придворных собраний и редко выходила из отведённых её мужу комнат во дворце, уверяя всех, что «никогда ничего не знает о том, что делается». Однако же она при этом всячески продвигала мужа и интриговала против его соперников.
Сопровождала мужа во время поездки в Европу великокняжеской четы Павла Петровича и Марии Фёдоровны, не занимая никакого официального положения в свите. Иосиф II писал в письме к брату, великому герцогу Тосканскому, что Салтыкова «болезненна и мало выезжает».
В обществе графиня Салтыкова была известна своё оригинальностью, колким языком и смешными выходками. В романе «Фаворит» описан случай, когда, прощаясь с женой графа П. А. Толстого, назначенного послом во Францию, она сказала ей: «Маша, жаль мне, что ты едешь в Париж: тебя французы одурачат. Поменьше с ними говори: они тебе о литературе, а ты им, почём рожь на болоте…»
Характерен также известный случай с её крепостным парикмахером. Графиня, опасаясь, чтобы её парикмахер не разболтал, что она носит парик, три года держала его взаперти в клетке в своей спальне, выпуская только для причёсывания. Когда несчастному удалось сбежать, Салтыкова, боясь, что её тайна будет раскрыта, стала требовать его розыска и даже обратилась к императору Александру. Государь, уже оповещённый через полицию, велел не разыскивать беглеца, а графиню успокоил официальным уведомлением, что её парикмахер утонул в Неве.

В обществе она появлялась лишь изредка, подобно чудотворной раке, которую выносят в нужных случаях из алтаря. При Екатерине, обращавшей на неё мало внимания, она почти никогда не показывалась; при Павле, пожаловавшем ей ленту, которую она любила показывать, она стала чаще выезжать. Тогда она принимала более человеческий облик и, когда дело имело значение для интересов её ближних, она даже была готова разговаривать полдня с флаконом амбры или мускуса.— Ф. Г. Головкин
Тем не менее благодаря высокому положению мужа с её странностями вынужден был считаться весь свет. 2 сентября 1793 года она была пожалована в статс-дамы, но почти никогда не ездила ко двору под предлогом, что «по слабости нервов не могла выносить запаха пудры и духов». 5 августа 1797 года была пожалована Екатерининской лентой.
Дома она подпускала гостей лишь на определённое расстояние, причём перед ней карлики жгли перья или мочало. Одевалась по моде своей молодости, надевая драгоценности в немыслимых количествах. Управляя финансами в семье и будучи жадной до денег она скопила мужу и детям огромное состояние. Благодаря своему уму и слабохарактерности мужа она вела все домашние дела Салтыковых, управляла их многочисленными поместьями. При дворе её боялись, и она пользовалась правом «всех бранить за всё, что было сделано не по ней».
Умерла в Петербурге в сентябре 1812 года. Если верить И. Долгорукому, то она скончалась вскоре после Бородинского сражения «от беспрестанных волнений сердца, производимых неудачами политическими и в брани двора нашего с Наполеоном». После панихиды в Исаакиевском соборе была похоронена в Александро-Невской лавре. Позже её сын перенес прах в село Снегирёво Юрьевского уезда Владимирской губернии под алтарь Крестовоздвиженской церкви, где был похоронен и её муж. Князь Долгорукий, хорошо знавший черту Салтыковых, более милостив к ней, чем прочие мемуаристы:
Графиня Салтыкова — прямо светлейшая дама, не по титулу одному, но по качествам души. Оставим ей некоторые женские странности и причуды, но она тверда в правилах, постоянна в отношениях и великодушна в поступках; основные свойства её благородны, чувства возвышенны, характер мужествен.

## Семья
С 1762 года Наталья Владимировна была замужем за графом Николаем Ивановичем Салтыковым (1736—1816).
В браке имели трёх сыновей:
- Дмитрий Николаевич (1767—1826), был слепым от рождения, действительный камергер.
- Александр Николаевич (1775—1837), тайный советник.
- Сергей Николаевич (1777—1828), действительный тайный советник[4].

## Источник
- Русские портреты XVIII—XIX столетий. Изд. Вел. Кн. Николая Михайловича. — СПб., 1906. — Т. II. — Вып III. — № 108.